# Finsterwalder-Gletscher
Der Finsterwalder-Gletscher ist einer von mehreren Gletschern, die zum Lallemand-Fjord an der Loubet-Küste des Grahamlands auf der Antarktischen Halbinsel fließen. Sein Mündungsgebiet befindet sich zwischen dem Haefeli-Gletscher und dem Klebelsberg-Gletscher. Die drei Gletscher enden dann gemeinsam mit dem Sharp-Gletscher am Kopfende des Fjords.
Erstmals vermessen wurde er zwischen 1946 und 1947 durch den Falkland Islands Dependencies Survey. Benannt ist er nach dem deutschen Glaziologen Sebastian Finsterwalder (1862–1951) und dessen Sohn Richard Finsterwalder (1899–1963).